# Bloomington School
Die Bloomington School, auch Bloomington School of Public Choice oder Indiana School, ist eine Richtung der Volkswirtschaftslehre und Politikwissenschaft. Ihre bekanntesten Vertreter sind Vincent Ostrom und die Nobelpreisträgerin Elinor Ostrom.

## Lehren (Überblick)
- Vermeidung simpler Dichotomien wie Kapitalismus und Sozialismus, nicht im Sinne eines dritten Weges, sondern im Sinne der Betonung vielfältigen Mischformen von „Markt“ und „Staat“,
- Ablehnung einer Regierungs- oder Staatsauffassung, die diese als einheitliche zentrale „Befehlsstruktur“ begreift. Stattdessen werden die vielfältigen Formen von Selbstorganisation auf unterschiedlichsten Ebenen hervorgehoben (polyzentrisches Recht) in der Tradition Alexis de Tocquevilles und Friedrich von Hayeks.
- Empirische Untersuchung

## Theoriegeschichte und -entwicklung

### 1970er Jahre:Metropolitan Reform Debate
Die Bloomington School entstand aus einer Gegenbewegung zum Metropolitan Reform Movement der 1970er Jahre: Während dieses die Verwaltungsstrukturen und -einheiten von Metropolregionen zentralistisch neu planen wollte, setzten sich ihre Vertreter für die Erhaltung der bestehenden, vermeintlich ineffizienten redundanten Strukturen ein. Zur Untermauerung ihrer These führten beispielsweise Vincent Ostrom et al. empirische Untersuchungen durch.

### Elinor Ostrom:Governing the Commons
Weltweite Beachtung erhielt Elinor Ostroms empirische Untersuchung des Allmende-Problems in Governing the Commons. 2009 wurde ihr hierfür der Wirtschaftsnobelpreis zugesprochen.